# هولته
هولته (به هلندی: Holthe) یک منطقهٔ مسکونی در هلند است که در میدن-درنته واقع شده‌است. هولته ۱۵۰ نفر جمعیت دارد.